# Складування корисних копалин

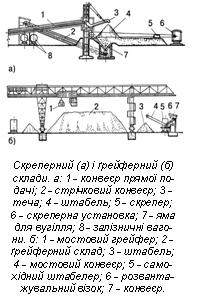

Складування корисних копалин - технологічна операція, яка виконується на гірничих підприємствах з видобутку і переробки корисних копалин, а також на металургійних, теплоенергетичних, хімічних та інших підприємствах. 

## Загальний опис
Склади корисних копалин виконують функцію буфера для згладжування непогодженостей у роботі гірничого підприємства. Вони служать для забезпечення безперебійної його роботи при тривалих перервах у подачі сировини або при відвантаженні готової продукції, а також для усереднення вихідної сировини і концентратів.
Зберігання крупногрудкової руди, що надходить з рудника, на складі незручне (утруднене розвантаження складу), тому вона перед надходженням на склад піддається крупному, а іноді і середньому дробленню. Загальний запас дробленої руди в акумулюючих бункерах і складах фабрики при шести- або семиденному робочому тижні повинен бути не меншим півторадобової, а при п’ятиденному робочому тижні не менш тридобової продуктивності фабрики по сировині.
Типові конструктивні схеми складів сировини наведені на рис.
- Склади наземні з точковим завантаженням і завантаженням пересувним штабелеукладальником рекомендуються до використання в південних і малосніжних районах для крупногрудкових  матеріалів (крупністю до 350 – 400 мм), що не змерзаються і не злежуються, з низьким вмістом дріб’язку і пилу. При точковому завантаженні штабель має форму конуса з висотою до 35 м, при завантаженні пересувним штабелеукладальником – форму тригранної призми з кривизною в плані, висота штабеля – 12 – 15 м. Розвантаження рухливої части-ни матеріалу зі складу здійснюється через конуси, живильники і конвеєри. Рудні укоси до конусів подаються бульдозером. Склади цього типу найбільш еко-номічні.
- Склади наземні напівбункерного типу з найменшим заглибленням 3 – 5 м, максимальним - 8 – 12 м і низькому рівні ґрунтових вод рекомендуються для створення запасу і розподілу руди по дробарках і млинах (у тому числі і млинах самоподрібнення). Склади цього типу використовують при добре сипучій руді, що не злежується. Склади напівбункерного типу мають площу поперечного перерізу 150 – 200 м2, тобто корисну місткість від 250 до 350 т/м. Розвантаження складу здійснюється через розвантажувальні конуси, живильники і конвеєри.

## Склади корисних копалин
Постійне чи тимчасове сховище добутої корисної копалини, матеріалів, устаткування й ін.: склад рядового вугілля, склад концентрату, реаґентний склад, склад магнетиту, склад вибухових речовин і т.і.
- Склад бункерний – склад, у якому добута корисна копалина та ін. продукція накопичується і зберігається в бункерах.
- Склад усереднювальний (накопичувальний) – штабельний склад корисної копалини, призначений для усереднення її характеристик і згладжування коливань в обсягах видобутку